# Rute distrikt
Rute distrikt är ett distrikt i Gotlands kommun och Gotlands län. 
Distriktet ligger på nordöstra delen av Gotland.

## Tidigare administrativ tillhörighet
Distriktet inrättades 2016 och utgörs av socknen Rute.
Området motsvarar den omfattning Rute församling hade vid årsskiftet 1999/2000.